# Формула 1 — сезона 2020
Сезона 2020 формуле 1 је била 71. сезона Светског шампионата формуле 1 под окриљем ФИА. Возачи су се такмичили за шампиона Формуле 1, док су се тимови такмичили за титулу у конкуренцији конструктора. Луис Хамилтон је одбранио титулу трећи пут заредом у конкуренцији возача и изједначио се по броју титула са Михаелом Шумахером, и сада их има седам, а са једанест победа у сезони, укупно 94,  престигао је Шумахера (91), док је тим Мерцедеса одбранио титулу шести пут заредом у конкуренцији конструктора, а освајањем титуле постали су рекордери по броју узастопних титула (2014-2020). Кими Рејкенен је једанаестом трком у сезони постао возач са највише трка у историји Формуле 1, укупно 332. Тим Ферарија на Великој награди Тоскане је одвезао своју 1000. трку по чему је рекордер Формуле 1.
Први пут у историји су планиране 22 Велике награде, али jе oдржано 17. Почетак сезоне одложен је до 5. јула због пандемије вируса корона, а првих осам трка је одржано без присуства публике.

## Тимови и возачи
Следећи тимови и возачи ће се такмичити:
| тим                          | конструктор   | погонска јединица | пнеуматици | број возача | возачи           | трке        |
| ---------------------------- | ------------- | ----------------- | ---------- | ----------- | ---------------- | ----------- |
| Мерцедес АМГ Петронас        | Мерцедес      | Мерцедес          | P          | 44          | Луис Хамилтон    | 1-15, 17    |
| Мерцедес АМГ Петронас        | Мерцедес      | Мерцедес          | P          | 77          | Валтери Ботас    | све         |
| Мерцедес АМГ Петронас        | Мерцедес      | Мерцедес          | P          | 63          | Џорџ Расел       | 166         |
| Скудерија Ферари             | Ферари        | Ферари            | P          | 5           | Себастијан Фетел | све         |
| Скудерија Ферари             | Ферари        | Ферари            | P          | 16          | Шарл Леклер      | све         |
| Астон Мартин Ред Бул Рејсинг | Ред бул       | Хонда             | P          | 23          | Алекс Албон      | све         |
| Астон Мартин Ред Бул Рејсинг | Ред бул       | Хонда             | P          | 33          | Макс Верстапен   | све         |
| Макларен                     | Макларен      | Рено              | P          | 4           | Ландо Норис      | све         |
| Макларен                     | Макларен      | Рено              | P          | 55          | Карлос Саинз     | све         |
| Рено Спорт                   | Рено          | Рено              | P          | 3           | Данијел Рикардо  | све         |
| Рено Спорт                   | Рено          | Рено              | P          | 31          | Естебан Окон     | све         |
| Скудерија Алфа Таури         | Алфа Таури    | Хонда             | P          | 10          | Пјер Гасли       | све         |
| Скудерија Алфа Таури         | Алфа Таури    | Хонда             | P          | 26          | Данил Квјат      | све         |
| Спортпеса Рејсинг Појнт      | Рејсинг појнт | Мерцедес          | P          | 11          | Серхио Перез     | 1-3, 6-17   |
| Спортпеса Рејсинг Појнт      | Рејсинг појнт | Мерцедес          | P          | 18          | Ланс Строл       | 1-10, 12-17 |
| Спортпеса Рејсинг Појнт      | Рејсинг појнт | Мерцедес          | P          | 27          | Нико Хилкенберг  | 4-5, 11     |
| Алфа Ромео Рејсинг           | Алфа Ромео    | Ферари            | P          | 7           | Кими Рејкенен    | све         |
| Алфа Ромео Рејсинг           | Алфа Ромео    | Ферари            | P          | 99          | Антонио Ђовинаци | све         |
| Хас                          | Хас           | Ферари            | P          | 8           | Ромен Грожан     | 1-15        |
| Хас                          | Хас           | Ферари            | P          | 20          | Кевин Магнусен   | све         |
| Хас                          | Хас           | Ферари            | P          | 51          | Пјетро Фитипалди | 16-17       |
| Вилијамс                     | Вилијамс      | Мерцедес          | P          | 63          | Џорџ Расел       | 1-15, 17    |
| Вилијамс                     | Вилијамс      | Мерцедес          | P          | 6           | Николас Латифи   | све         |
| Вилијамс                     | Вилијамс      | Мерцедес          | P          | 89          | Џек Ејткен       | 16          |

### Промене у тимовима
- Рено је потписао уговор са Естебаном Оконом, повратником после сезоне паузе, док је Нико Хилкенберг отпуштен после три сезоне.[21]

- Вилијамс је потписао уговор са дебитантом Николасом Латифијем који долази из Формуле 2, а отпустио ветерана Роберта Кубицу који је највероватније завршио каријеру возача Формуле 1.[22]

- Торо Росо је променио име у Алфа Таури. [23]

- Серхио Перез је био позитиван на вирус корона пред Велику награду Велике Британије[24], па је због обавезног боравка у карантину пропустио и Велику награду Седамдесетогодишњице. Заменио га је Нико Хилкенберг.

### Технички прописи
- Сви возачи ће ове сезоне имати дозвољену једну MГУ-K (компонента мотора за ослобађање кинетичке енергије) више; број дозвољених MГУ-K биће три, као што су дозвољене и три различите компоненте мотора са унутрашњим сагоревањем, турбопуњача и MГУ-Х (компонента мотора која се бави реулисањем топлоте). Ипак, број делова контролне електронике и батерија се неће мењати па ће возачи и даље имати на располагању два елемента. Повећање броја MГУ-K је првенствено због повећања броја трка са 21 на 22.[25]

- Првих 50mm на предњем крилу морају бити израђени од карбонских влакана а до сада су неки тимови користили металне држаче како би побољшали чврстину предњег крила. Држачи пераја на крилу од метала су дозвољени 30mm иза почетка предњег крила чиме ће се смањити могућност бушења гуме у случају судара два болида.

- У августу 2020. свих 10 тимова је потписало Конкорд уговор са менаџментом Формуле 1. Промене најављене за 2021. годину одложене су за 2022. годину када би шампионат Формуле 1 коначно требало да буде неизвеснији. Нови уговор ће смањити финансијске разлике и пратити разлике између тимова на стази, с циљем да се тимови изједначе и да би трке биле неизвесније, што је жеља свих навијача и љубитеља овог такмичења. [26]

### Спортски прописи
- С обзиром на то да су се прошлих сезона примењивале две казне старта из боксa због незаустављања на обавезном мерењу код судија током слободних тренинга, то правило је измењено jer je оцењено да је такво престрого кажњавање непотребно. Од ове сезоне о казни за такво понашање одлучиваће се накнадно. Ипaк, мерење је и даље обавезно ако судије то затраже.

- Због прераног кретања са стартне линије, возачи неће аутоматски добијати прођи-кроз (eng.drive-trough) пит казну за преурањен старт, већ ће судије о томе одлучивати.
- Од Велике награде Италије ФИА је забранила тимовима да подешавају болиде за квалификације различито од трке, тако да болиди морају бити исто подешени и у квалификацијама и у трци.[27]

### Предсезонска тестирања
- Тестирања су обављена на стази Каталуња крај Барселоне у Шпанији.

| датум       | возач         | конструктор | време    | пнеуматици | број кругова |
| ----------- | ------------- | ----------- | -------- | ---------- | ------------ |
| 19. фебруар | Луис Хамилтон | Мерцедес    | 1:16.976 | M          | 94           |
| 20. фебруар | Кими Рејкенен | Алфа Ромео  | 1:17.091 | M          | 134          |
| 21. фебруар | Валтери Ботас | Мерцедес    | 1:15.732 | S          | 65           |

| датум       | возач            | конструктор | време    | пнеуматици | број кругова |
| ----------- | ---------------- | ----------- | -------- | ---------- | ------------ |
| 26. фебруар | Роберт Кубица    | Алфа Ромео  | 1:16.942 | S          | 53           |
| 27. фебруар | Себастијан Фетел | Ферари      | 1:16.841 | S          | 144          |
| 28. фебруар | Валтери Ботас    | Мерцедес    | 1:16.196 | S          | 77           |

## Календар
Почетак сезоне је одложен због повлачења Макларена  са прве трке у шампионату јер им је од вируса корона заражен један члан тима а Велика награда Аустралије је отказана.
У сезони 2020. планиране су 22. Велике награде што би био рекордан број у историји Формуле 1, али је прво одложена Велика награда Кине због пандемије вируса корона, а затим је одложена још једна Велика награда а дванаест је отказано . Последњи пут једна трка Формуле 1 одложена је у сезони 2011. и то Велика награда Бахреина због арапског пролећа. 70. Сезона Формуле 1, чији  је почетак заказан за 15. март,  почела је 5. јула и Велике награде се одржавају без присуства публике.  
- Велика награда Немачке није у календару за ову сезону, док је Велика награда Вијетнама одложена и чека се да ли ће дебитовати у Формули 1.

| Редни број | Велика награда                  | Стаза                                        | Датум         |
| ---------- | ------------------------------- | -------------------------------------------- | ------------- |
| 1          | Велика награда Аустрије         | Ред бул ринг, Шпилберг                       | 5. јул        |
| 2          | Велика награда Штајерске        | Ред бул ринг, Шпилберг                       | 12. јул       |
| 3          | Велика награда Мађарске         | Хунгароринг, Будимпешта                      | 19. јул       |
| 4          | Велика награда Велике Британије | Силверстоун стаза, Силверстуон               | 2. август     |
| 5          | Велика награда 70. годишњице    | Силверстон стаза, Силверстон                 | 9. август     |
| 6          | Велика награда Шпаније          | Стаза Барселона-Каталуња, Монтмело           | 16. август    |
| 7          | Велика награда Белгије          | Спа-Франкошам, Ставелот                      | 30. август    |
| 8          | Велика награда Италије          | Национални аутодром Монца, Монца             | 6. септембар  |
| 9          | Велика награда Тоскане          | Међународни аутодром Муђело, Муђело          | 13. септембар |
| 10         | Велика награда Русије           | Сочи аутодром, Сочи                          | 27. септембар |
| 11         | Велика награда Ајфела           | Нирбургринг, Нирбург                         | 11. октобар   |
| 12         | Велика награда Португала        | Међународни аутодром Алгарви, Портимао       | 25. октобар   |
| 13         | Велика награда Емилије Ромање   | Аутомобилска стаза Енцо и Дино Ферари, Имола | 1. новембар   |
| 14         | Велика награда Турске           | Истанбул Парк, Истанбул                      | 15. новембар  |
| 15         | Велика награда Бахреина         | Међународна стаза Бахреин, Сакир             | 29. новембар  |
| 16         | Велика награда Сакира           | Међународна стаза Бахреин, Сакир             | 6. децембар   |
| 17         | Велика награда Абу Дабија       | Јас Марина стаза, Абу Даби                   | 13. децембар  |
|            |                                 |                                              |               |

| Редни број | Велика награда                             | Стаза                                       | Датум    |
| ---------- | ------------------------------------------ | ------------------------------------------- | -------- |
| 1          | Велика награда Аустралије                  | Мелбурн стаза, Мелбурн                      | отказана |
| 2          | Велика награда Кине                        | Међународна стаза у Шангају, Шангај         | отказана |
| 3          | Велика награда Холандије                   | Зандворт стаза, Зандворт                    | отказана |
| 4          | Велика награда Монака                      | Стаза у Монаку, Монте Карло                 | отказана |
| 5          | Велика награда Азербејџана                 | Градска стаза у Бакуу, Баку                 | отказана |
| 6          | Велика награда Канаде                      | Стаза Жил Вилнев, Монтреал                  | отказана |
| 7          | Велика награда Француске                   | Стаза Пол Рикар, Кастеле                    | отказана |
| 8          | Велика награда Вијетнама                   | Улична стаза у Ханоју, Ханој                | одложена |
| 9          | Велика награда Сингапура                   | Улична стаза Марина Беј, Сингапур           | отказана |
| 10         | Велика награда Јапана                      | Међународна стаза Сузука, Сузука            | отказана |
| 11         | Велика награда Сједињених Америчких Држава | Стаза Америкас, Остин                       | отказана |
| 12         | Велика награда Мексика                     | Аутодром Херманос Родригес, Сијудад Мексико | отказана |
| 13         | Велика награда Бразила                     | Аутодром Жозе Карлос Паце, Сао Пауло        | отказана |
|            |                                            |                                             |          |

## Резултати и пласман
| Број | Трка                            | Пол позиција   | Најбржи круг    | Победник       | Конструктор   |
| ---- | ------------------------------- | -------------- | --------------- | -------------- | ------------- |
| 1    | Велика награда Аустрије         | Валтери Ботас  | Ландо Норис     | Валтери Ботас  | Мерцедес      |
| 2    | Велика награда Штајерске        | Луис Хамилтон  | Карлос Саинз    | Луис Хамилтон  | Мерцедес      |
| 3    | Велика награда Мађарске         | Луис Хамилтон  | Луис Хамилтон   | Луис Хамилтон  | Мерцедес      |
| 4    | Велика награда Велике Британије | Луис Хамилтон  | Макс Верстапен  | Луис Хамилтон  | Мерцедес      |
| 5    | Велика награда 70. годишњице    | Валтери Ботас  | Луис Хамилтон   | Макс Верстапен | Ред бул       |
| 6    | Велика награда Шпаније          | Луис Хамилтон  | Валтери Ботас   | Луис Хамилтон  | Мерцедес      |
| 7    | Велика награда Белгије          | Луис Хамилтон  | Данијел Рикардо | Луис Хамилтон  | Мерцедес      |
| 8    | Велика награда Италије          | Луис Хамилтон  | Луис Хамилтон   | Пјер Гасли     | Алфа Таури    |
| 9    | Велика награда Тоскане          | Луис Хамилтон  | Луис Хамилтон   | Луис Хамилтон  | Мерцедес      |
| 10   | Велика награда Русије           | Луис Хамилтон  | Валтери Ботас   | Валтери Ботас  | Мерцедес      |
| 11   | Велика награда Ајфела           | Валтери Ботас  | Макс Верстапен  | Луис Хамилтон  | Мерцедес      |
| 12   | Велика награда Португала        | Луис Хамилтон  | Луис Хамилтон   | Луис Хамилтон  | Мерцедес      |
| 13   | Велика награда Емилије Ромање   | Валтери Ботас  | Луис Хамилтон   | Луис Хамилтон  | Мерцедес      |
| 14   | Велика награда Турске           | Ланс Строл     | Ландо Норис     | Луис Хамилтон  | Мерцедес      |
| 15   | Велика награда Бахреина         | Луис Хамилтон  | Макс Верстапен  | Луис Хамилтон  | Мерцедес      |
| 16   | Велика награда Сакира           | Валтери Ботас  | Џорџ Расел      | Серхио Перез   | Рејсинг појнт |
| 17   | Велика награда Абу Дабија       | Макс Верстапен | Данијел Рикардо | Макс Верстапен | Ред бул       |

### Систем бодовања
Бодови се додељују возачима који заврше у првих 10, као и за најбржи круг трке уколико је возач завршио трку у пласману међу првих 10:
| Позиција | 1  | 2  | 3  | 4  | 5  | 6 | 7 | 8 | 9 | 10 | НК |
| -------- | -- | -- | -- | -- | -- | - | - | - | - | -- | -- |
| Бодови   | 25 | 18 | 15 | 12 | 10 | 8 | 6 | 4 | 2 | 1  | 1  |

### Возачи
| Место | Возач            | АУТ | ШТА | МАЂ | ВБР | 70Г | ШПА | БЕЛ | ИТА | ТОС | РУС | АЈФ | ПОР | ЕМИ | ТУР | БАХ | САК | АБУ | Бодови |
| ----- | ---------------- | --- | --- | --- | --- | --- | --- | --- | --- | --- | --- | --- | --- | --- | --- | --- | --- | --- | ------ |
| 1.    | Луис Хамилтон    | 4.  | 1.  | 1.  | 1.  | 2.  | 1.  | 1.  | 7.  | 1.  | 3.  | 1.  | 1.  | 1.  | 1.  | 1.  |     | 3.  | 347    |
| 2.    | Валтери Ботас    | 1.  | 2.  | 3.  | 11. | 3.  | 3.  | 2.  | 5.  | 2.  | 1.  | Оду | 2.  | 2.  | 14. | 8.  | 8.  | 2.  | 223    |
| 3.    | Макс Верстапен   | Оду | 3.  | 2.  | 2.  | 1.  | 2.  | 3.  | Оду | Оду | 2.  | 2.  | 3.  | Оду | 6.  | 2.  | Оду | 1.  | 214    |
| 4.    | Серхио Перез     | 6.  | 6.  | 7.  |     |     | 5.  | 10. | 10. | 5.  | 4.  | 4.  | 7.  | 6.  | 2.  | 18. | 1.  | Оду | 125    |
| 5.    | Данијел Рикардо  | Оду | 8.  | 8.  | 4.  | 14. | 11. | 4.  | 6.  | 4.  | 5.  | 3.  | 9.  | 3.  | 10. | 7.  | 5.  | 7.  | 119    |
| 6.    | Карлос Саинз     | 5.  | 9.  | 9.  | 13. | 13. | 6.  | НК  | 2.  | Оду | Оду | 5.  | 6.  | 7.  | 5.  | 5.  | 4.  | 6.  | 105    |
| 7.    | Александер Албон | 13. | 4.  | 5.  | 8.  | 5.  | 8.  | 6.  | 15. | 3.  | 10. | Оду | 12. | 15. | 7.  | 3.  | 6.  | 4.  | 105    |
| 8.    | Шарл Леклер      | 2.  | Оду | 11. | 3.  | 4.  | Оду | 14. | Оду | 8.  | 6.  | 7.  | 4.  | 5.  | 4.  | 10. | Оду | 13. | 98     |
| 9.    | Ландо Норис      | 3.  | 5.  | 13. | 5.  | 9.  | 10. | 7.  | 4.  | 6.  | 15. | Оду | 13. | 8.  | 8.  | 4.  | 10. | 5.  | 97     |
| 10.   | Пјер Гасли       | 7.  | 15. | Оду | 7.  | 11. | 9.  | 8.  | 1.  | Оду | 9.  | 6.  | 5.  | Оду | 13. | 6.  | 11. | 8.  | 75     |
| 11.   | Ланс Строл       | Оду | 7.  | 4.  | 9.  | 6.  | 4.  | 9.  | 3.  | Оду | Оду |     | Оду | 13. | 9.  | Оду | 3.  | 10. | 75     |
| 12.   | Естебан Окон     | 8.  | Оду | 14. | 6.  | 8.  | 13. | 5.  | 8.  | Оду | 7.  | Оду | 8.  | Оду | 11. | 9.  | 2.  | 9.  | 62     |
| 13.   | Себастијан Фетел | 10. | Оду | 6.  | 10. | 12. | 7.  | 13. | Оду | 10. | 13. | 11. | 10. | 12. | 3.  | 13. | 12. | 14. | 33     |
| 14.   | Данил Квјат      | 12. | 10. | 12. | Оду | 10. | 12. | 11. | 9.  | 7.  | 8.  | 15. | 19. | 4.  | 12. | 11. | 7.  | 11. | 32     |
| 15.   | Нико Хилкенберг  |     |     |     | НК  | 7.  |     |     |     |     |     | 8.  |     |     |     |     |     |     | 10     |
| 16.   | Кими Рејкенен    | Оду | 11. | 15. | 17. | 15. | 14. | 12. | 13. | 9.  | 14. | 12. | 11. | 9.  | 15. | 15. | 14. | 12. | 4      |
| 17.   | Антонио Ђовинаци | 9.  | 14. | 17. | 14. | 17. | 16. | Оду | 16. | Оду | 11. | 10. | 15. | 10. | Оду | 16. | 13. | 16. | 4      |
| 18.   | Џорџ Расел       | Оду | 16. | 18. | 12. | 18. | 17. | Оду | 14. | 11. | 18. | Оду | 14. | Оду | 16. | 12. | 9.  | 15. | 3      |
| 19.   | Ромен Грожан     | Оду | 13. | 16. | 16. | 16. | 19. | 15. | 12. | 12. | 17. | 9.  | 17. | 14. | Оду | Оду |     |     | 2      |
| 20.   | Кевин Магнусен   | Оду | 12. | 10. | Оду | Оду | 15. | 17. | Оду | Оду | 12. | 13. | 16. | Оду | 17. | 17. | 15. | 18. | 1      |
| 21.   | Николас Латифи   | 11. | 17. | 19. | 15. | 19. | 18. | 16. | 11. | Оду | 16. | 14. | 18. | 11. | Оду | 14. | Оду | 17. | 0      |
| 22.   | Џек Ејткен       |     |     |     |     |     |     |     |     |     |     |     |     |     |     |     | 16. |     | 0      |
| 23.   | Пјетро Фитипалди |     |     |     |     |     |     |     |     |     |     |     |     |     |     |     | 17. | 19. | 0      |

- значи да возач није завршио трку али је одвезао 90% трке

| Боја              | Резултат                                                  |
| ----------------- | --------------------------------------------------------- |
| Злато             | Победник                                                  |
| Сребро            | 2. место                                                  |
| Бронза            | 3. место                                                  |
| Зелена            | Завршио у бодовима                                        |
| Плава             | Није завршио у бодовима Није класификован (НКл)           |
| Љубичаста         | Одустао (Оду)                                             |
| Црвена            | Није се квалификовао (НКВ) Није се претквалификовао (НПК) |
| Црна              | Дисквалификован (ДИС)                                     |
| Бела              | Није кренуо (НК) Трка отказана (ТО)                       |
| Светло плава      | Завршио само тренинг (ЗСТ)                                |
| Светло плава      | Тест возач петком (ТВП) - од 2003. на даље                |
| Без боје          | Није завршио тренинг (НЗТ)                                |
| Без боје          | Избачен (ИЗ)                                              |
| Без боје          | Није стигао (НС)                                          |
| Без боје          | Повучен пре трке (ППТ)                                    |
| Анотација         | Значење                                                   |
| Суперскрипта број | Позиција за бодовање у спринту                            |
| Н                 | Најбржи круг                                              |

### Конструктори
| Место | Конструктор   | Бодови |
| ----- | ------------- | ------ |
| 1.    | Мерцедес      | 573    |
| 2.    | Ред бул       | 319    |
| 3.    | Макларен      | 202    |
| 4.    | Рејсинг појнт | 195*   |
| 5.    | Рено          | 181    |
| 6.    | Ферари        | 131    |
| 7.    | Алфа Таури    | 107    |
| 8.    | Алфа Ромео    | 8      |
| 9.    | Хас           | 3      |
| 10.   | Вилијамс      | 0      |

- Рејсинг појнт је кажњен одузимањем 15 бодова са Велике награде Штајерске, због недозвољеног копирања кочионог система Мерцедеса [39]